# Pasquale Ottino

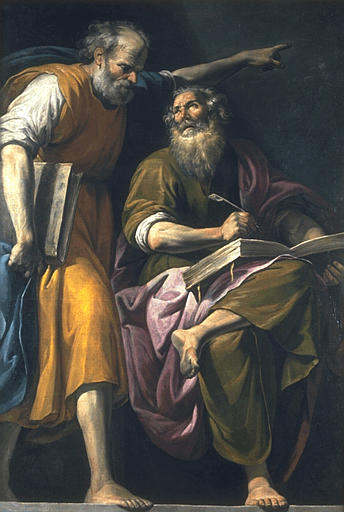
São Marcos escreve seu Evangelho ditado por São Pedro

Pasquale Ottino (Verona, 1578 - Verona, 1630), foi um pintor italiano do Barroco, do círculo do caravaggistas.
Foi aluno de Felice Brusasorci. Após a morte de seu mestre, encarregou-se, junto a outro aluno, Alessandro Turchi), de concluir a obra Encuentro del Maná (San Giorgio in Braida, Verona), deixada inacabada (1605).
Data de 1613 sua primeira obra como artista independente, os Mistérios do Rosário (Igreja Paroquial de Engazzà), na qual os tons azulados típicos de Brusasorci se combinam com figuras de Giulio Romano e um colorido semelhante ao de Jacopo Bassano. Permanece em Verona até 1619. Sua Matança dos Inocentes (1619) tem referências à obra homônima de Guido Reni, conservada na Pinacoteca Nacional de Bolonha. Outras referências são Giovanni Lanfranco e Alessandro Tiarini. Sua obra Anunciação, na Igreja de Oppeano, mostra a influência de Ludovico Carracci.
Sempre aberto a novas influências, Ottino se aproxima do caravaggista Marcantonio Bassetti, outro antigo aluno de Brusasorci.